# Quercus oblongifolia
Quercus oblongifolia är en bokväxtart som beskrevs av John Torrey. Quercus oblongifolia ingår i släktet ekar, och familjen bokväxter. Inga underarter finns listade.
Quercus oblongifolia kan vara utformad som buske eller som ett upp till 10 meter högt träd.
Arten förekommer i västra Texas, sydvästra New Mexico, sydöstra Arizona och i norra Mexiko från delstaten Coahuila västerut till halvön Baja California. Den växer i bergstrakter mellan 1300 och 1800 meter över havet. Quercus oblongifolia kan bilda trädgrupper där inga andra träd ingår eller den ingår i blandskogar. Den hittas vanligen glest fördelad i landskap med ett täcke av gräs eller bredvid arter av tallsläktet samt ensläktet.
Bladen äts bland annat av vitsvanshjort och svartsvanshjort.
Träet används som bränsle och ibland för möbler. Det är allmänt frasigt och har därför endast ett fåtal användningsområden. Artens ekollon är ätlig.
Äldre exemplar kan drabbas av svampen Inonotus andersonii. Andra hot mot beståndet saknas. IUCN listar arten som livskraftig (LC).